# Ingeburg Schwerzmann
Ingeburg Schwerzmann (n. 2 iunie 1967, Münster, Germania) este o canotoare ce a reprezentat Germania, medaliată olimpică. A participat la două ediții ale Jocurilor Olimpice (1988, 1992) în care a câștigat o medalie de argint.